# Primarias parlamentarias del Frente Amplio de 2017
Las primarias parlamentarias del Frente Amplio de 2017 fueron el método de elección de varios candidatos a diputado de dicha coalición política chilena, para las elecciones parlamentarias de 2017. En esa misma fecha el Frente Amplio realizó también sus primarias presidenciales a nivel nacional.
La coalición presentó 28 candidaturas en 7 distritos electorales, ubicados en las regiones de Tarapacá, Atacama, Coquimbo, Metropolitana, Biobío y Los Lagos.

## Desarrollo
El 20 de marzo de 2017 el Frente Amplio anunció por primera vez la ratificación de primarias parlamentarias en algunos distritos para definir candidaturas en donde el número de postulantes excedía al total de cupos asignados a cada partido integrante. Posteriormente, a mediados de abril fue confirmada la presentación de una lista parlamentaria única del Frente Amplio, y el partido Poder ratificó su decisión de participar en primarias parlamentarias en algunos distritos.
La coalición inscribió oficialmente sus primarias parlamentarias ante el Servicio Electoral de Chile el 3 de mayo, junto con la primaria presidencial que definirá a su candidato entre Beatriz Sánchez y Alberto Mayol. El 11 del mismo mes fueron publicadas en el Diario Oficial de la República de Chile las candidaturas oficializadas por el Servel.

## Cédulas de votación
El sistema para votar será “un ciudadano, un voto”, de manera que los votantes no afiliados a partidos políticos podrán votar por un solo candidato de entre todos los que se presentan en las primarias de diputados. Para ello se le entregará una cédula con todos los candidatos en su distrito y su voto será válido solo si marca una preferencia, tal como si fuera una elección tradicional. El sorteo que definió el orden de los pactos en la cédula de votación de la primaria presidencial se realizó el 20 de mayo, y determinó que Chile Vamos tendrá la letra A y el Frente Amplio la letra B, utilizándose la misma letra para el caso de las primarias de diputados que inscribió solamente el Frente Amplio.
En todos los distritos, excepto el número 11, existió una sola cédula de votación puesto que un solo partido de los integrantes del Frente Amplio inscribió candidaturas en cada sector. En el caso del distrito 11 se vivió una situación particular, en la cual se presentaron 3 tipos de cédula: una con todos los candidatos, tanto del Partido Humanista (PH) como de Revolución Democrática (RD); otra exclusiva para los militantes del PH, quienes podían votar solamente por los candidatos de su partido; y otra con la misma situación pero para los militantes de RD.
Ambos tipos de cédula, al igual que la "Cédula Única" destinada a los votantes no afiliados a partido político alguno, se depositaban en una urna única y se contabilizaban en conjunto.

## Candidatos
La lista oficial de candidaturas (junto con los cupos asignados para cada partido en cada una de ellas) para las primarias parlamentarias es la siguiente (las candidaturas independientes apoyadas por un partido aparecen señaladas en su lugar): Los candidatos señalados en negrita fueron nominados como candidatos parlamentarios.
| Distrito | Poder                                                                             | Poder | RD | RD    | PH                                                 | PH    | PEV | PEV   |
| Distrito | Candidatos                                                                        | Cupos | Candidatos | Cupos | Candidatos                                         | Cupos | Candidatos | Cupos |
| -------- | --------------------------------------------------------------------------------- | ----- | --- | ----- | -------------------------------------------------- | ----- | --- | ----- |
| 2        | Miguel Rocha Sarmiento Rubén López Parada                                         | 1     | |       |                                                    |       | |       |
| 4        | Inti Salamanca Fernández Juan Díaz Michea Claudio Quiroga Tabilo                  | 2     | |       |                                                    |       | |       |
| 5        |                                                                                   |       | Magallanes Espinosa Bertrán Nelson Gálvez Pérez (Ind.) Edio Cortés Lara Patricia Aguirre González Marisol Céspedes Aguirre | 4     |                                                    |       | |       |
| 9        |                                                                                   |       | Enzo Muñoz Canales Pablo Padilla Rubio (Ind.) Maite Orsini Pascal Amador Sepúlveda García (Ind.)                           | 3     |                                                    |       | |       |
| 11       |                                                                                   |       | Soledad Álamos Fuenzalida Carlos Figueroa Salazar Manuela Veloso Dorner (Ind.)                                             | 2     | Tomás Hirsch Goldschmidt Jovinessa Mujica Martínez | 1     | |       |
| 20       |                                                                                   |       | |       |                                                    |       | Félix González Gatica Raquel Rebolledo Flores Paula Opazo Nova Elizabeth Mujica Zepeda Cristina Yáñez Verdugo | 4     |
| 26       | Ricardo Cáceres Olave Tomás Pizarro Meniconi Susan Ponce Jara Mario Medina Toledo | 2     | |       |                                                    |       | |       |

## Resultados nacionales
| Partido                     | Partido                     | Partido                     | Votos   | %       | Candidatos | Nominados |
| --------------------------- | --------------------------- | --------------------------- | ------- | ------- | ---------- | --------- |
|                             |                             | Revolución Democrática      | 102 423 | 50,49 % | 12         | 9         |
|                             |                             | Partido Ecologista Verde    | 46 701  | 23,02 % | 5          | 4         |
|                             |                             | Poder                       | 30 418  | 15,03 % | 9          | 5         |
|                             |                             | Partido Humanista           | 23 313  | 11,49 % | 2          | 1         |
| Total de votos válidos      | Total de votos válidos      | Total de votos válidos      | 202 855 | 48,50 % |            |           |
| Votos nulos                 | Votos nulos                 | Votos nulos                 | 125 043 | 29,89 % |            |           |
| Votos en blanco             | Votos en blanco             | Votos en blanco             | 90 386  | 21,61 % |            |           |
| Total de sufragios emitidos | Total de sufragios emitidos | Total de sufragios emitidos | 418 284 | 100 %   |            |           |

## Resultados por distrito

### Distrito 2
|  | 53,33 % |

|  | 46,67 % |

### Distrito 4
|  | 44,12 % |

|  | 30,55 % |

|  | 25,33 % |

### Distrito 5
|  | 15,53 % |

|  | 37,31 % |

|  | 8,83 % |

|  | 21,33 % |

|  | 17,01 % |

### Distrito 9
|  | 20,48 % |

|  | 25,73 % |

|  | 37,89 % |

|  | 15,90 % |

### Distrito 11
|  | 84,79 % |

|  | 15,21 % |

|  | 41,71 % |

|  | 26,42 % |

|  | 31,87 % |

### Distrito 20
|  | 43,83 % |

|  | 14,99 % |

|  | 18,60 % |

|  | 11,33 % |

|  | 11,26 % |

### Distrito 26
|  | 24,17 % |

|  | 22,26 % |

|  | 37,92 % |

|  | 15,64 % |